# کرک جنین
کُرک جَنین (انگلیسی: Lanugo) عبارت است از موهای ظریف و نرم و پشم‌مانندی که روی سر و صورت و پیشانی جنین و نوزاد نارس می‌روید.
کرک جنین معمولاً در حدود هفته شانزدهم دوره بارداری می‌روید و در هفته بیستم به فراوانی وجود دارد. کرک جنین معمولاً در ماه هفتم یا هشتم آبستنی یعنی پیش از زایمان می ریزد اما گاه به هنگام زایش هنوز دیده می‌شود. در این صورت، کرک جنین طی چند هفته خودبه‌خود ریخته و محو می‌شود.
در نوزاد و کودک، پس از ریختن کرک جنین، موهای ریز و غیردائمی به نام ریزمو جای آن را می‌گیرد.